# 共和站 (雷恩地铁)
共和站是法国西部城市雷恩的一个地铁车站，位于雷恩地铁A线上。

## 位置
共和站位于雷恩的市中心，因地处共和广场而得名。铁路股道大致为南北走向。

## 设施
共和站站内设有自动售票机及无障碍设施。

## 站台设置
| 东↑ |      |                  |
|     | 侧式 |                  |
|     |      | 约翰·肯尼迪方向← |
|     |      | 拉波特里方向→    |
|     | 侧式 |                  |
| 西↓ |      |                  |

## 配套交通
共和站位于雷恩市中心，是一个重要的公共交通枢纽，数十条公交线路在此停靠。

### 城市公共交通
| 共和站附近的公共交通线路 |            | |
| 公交车站名称             | 位置       | 停靠线路 |
| 共和                     | 地铁站地面 | C1 C2 C3 C4 C5 C6 11 12 40 44 50 53 54 55 56 57 64 67 150 ex 153 ex 154 ex 155 ex 156 ex 157 ex 164 ex 167 ex Kerlann ex |
| 1.                       |            | |

此外，当地铁线路发生故障或施工时，雷恩交通局可能提供临时摆渡车。

### 社会车辆
共和站附近设有社会车辆停车场。

## 临近车站
| 共和站（République）           |             |                    |
| 上行车站                       | 线路        | 下行车站           |
| 圣阿讷 450m ←                  | 雷恩地铁A线 | 夏尔·戴高乐 → 520m |
| - 本表仅显示运营中的线路及车站 |             |                    |